# Agnete Saba
 Agnete Saba, fins al 2020 Agnete Johnsen (Varangerbotn, Unjárga, Finnmark, Noruega, 4 de juliol del 1994), també coneguda sota la forma més abreujada del seu nom Agnete o Aggie, és una cantautora noruega-sami, coneguda internacionalment per haver representat Noruega al Festival d'Eurovisió l'any 2016 amb la cançó "Icebreaker". Forma part del grup de música punk The BlackSheeps, malgrat haver-se presentat en solitari al concurs europeu.
Agnete Saba és filla de l'escriptora sami Signe Iversen. El 2020 va decidir canviar el cognom, adoptant el cognom sami Saba de la seva àvia materna.

## Senzills
| Any  | Senzill                                          | Posició | Àlbum |
| Any  | Senzill                                          | NOR     | Àlbum |
| ---- | ------------------------------------------------ | ------- | ----- |
| 2013 | "Goin' Insane"                                   | —       | —     |
| 2014 | "Mama"                                           | —       | —     |
| 2015 | "Hurricane Lover" (Carina Dahl featuring Agnete) | —       | —     |
| 2016 | "Icebreaker"                                     | 11      | —     |